# Топорашти (Васлуј)
Топорашти (рум. Toporăști) насеље је у Румунији у округу Васлуј у општини Пунђешти. Oпштина се налази на надморској висини од 188 m.

## Становништво
Према подацима из 2002. године у насељу је живело 717 становника, од којих су сви румунске националности.